# Les Turoneres
Les Turoneres és una muntanya de 586 metres que es troba al municipi de Riner, a la comarca catalana del Solsonès. El seu cim està situat a 1,5 km. al sud de la presa del pantà de Sant Ponç.